# Un pied devant l'autre
Singles de Jean-Pierre Mader
Macumba
(1985) Jalousie
(1986)
Un pied devant l'autre est une chanson interprétée par Jean-Pierre Mader. Écrit et composé par Richard Seff et Mader, le titre est extrait de l'album Microclimats et paraîtra en single en 1985; Il existe deux versions : la version originale parue en 45 tours et une version remixée réalisée par Romano Rais et Richard Seff, sortie en format maxi 45 tours.
Entré au Top 50 le 3 août 1985 à la 41e place, Un pied devant l'autre parvient à grimper jusqu'à atteindre la 8e place durant deux semaines (du 21 septembre au 4 octobre 1985). Il est resté durant cinq semaines dans les dix premières places du Top. Chutant peu à peu dans le classement, il quitte le Top la semaine du 14 décembre 1985 à la 48e place. 
Un pied devant l'autre est le dernier single de Jean-Pierre Mader à figurer dans les dix meilleures places du Top 50.